# 聖內德利婭教堂
圣内德利娅教堂（羅馬化：Sveta Nedelya），或譯聖週日教堂，是位於保加利亞首都索菲亞的一座東正教的教堂。在歷史上聖週日教堂曾多次遭到破壞，但也得到修復。聖週日教堂修建於10世紀，直到19世紀中期為止都是木質教堂。1856年時，為興建新的石質教堂，木質教堂被拆除。新的教堂在1863年竣工。1925年，聖週日教堂暗殺事件发生于此地，事件中该教堂受损。